# Alexandre Marinesko
Pour les articles homonymes, voir Alexandra Marinescu et Alexandre Marinescu.
Alexandre Ivanovitch Marinesko (en russe : Александр Иванович Маринеско, roumain : Alexandru Marinescu), né à Odessa le 15 janvier 1913 et mort le 25 novembre 1963 à Léningrad, est un officier de marine et sous-marinier soviétique d’ascendance roumaine et ukrainienne, Héros de l'Union soviétique.

## Biographie
En 1930, il entre à l’École navale d’Odessa dont il sort en 1933 pour être affecté à la flotte de la mer Noire, où il sert sur les unités Vladimir Ilitch Oulianov et Flotte Rouge, puis se spécialise à Leningrad en torpilles, électricité et lutte sous-marine, pour être nommé à bord du sous-marin Щ-306 Пикша (le « Brochet ») de la flotte de la Baltique.
En mars 1936, Staline rétablit les grades dans l’Armée rouge et dans la flotte : Marinesko est nommé lieutenant, puis, en novembre 1938, commandant en second. Il suit des cours de plongée de combat à Sébastopol, sauve la vie d’un camarade au péril de la sienne pendant un entraînement et reçoit pour cela l’ordre de l'Étoile rouge. Peu après, il est nommé commandant en second du sous-marin Л-1 Ленинец (L-1 Leninets), puis du sous-marin М-96 (ru) (classe Malioutka) dont il devient, en 1940, le commandant. Son grade le plus élevé dans la marine soviétique fut celui de capitaine de 3e rang. 
En 1942, durant la Seconde Guerre mondiale, il parvient à récupérer une machine de codage Enigma à bord d’un sous-marin allemand coulé dans le golfe de Finlande et reçoit pour cela l’ordre de Lénine.

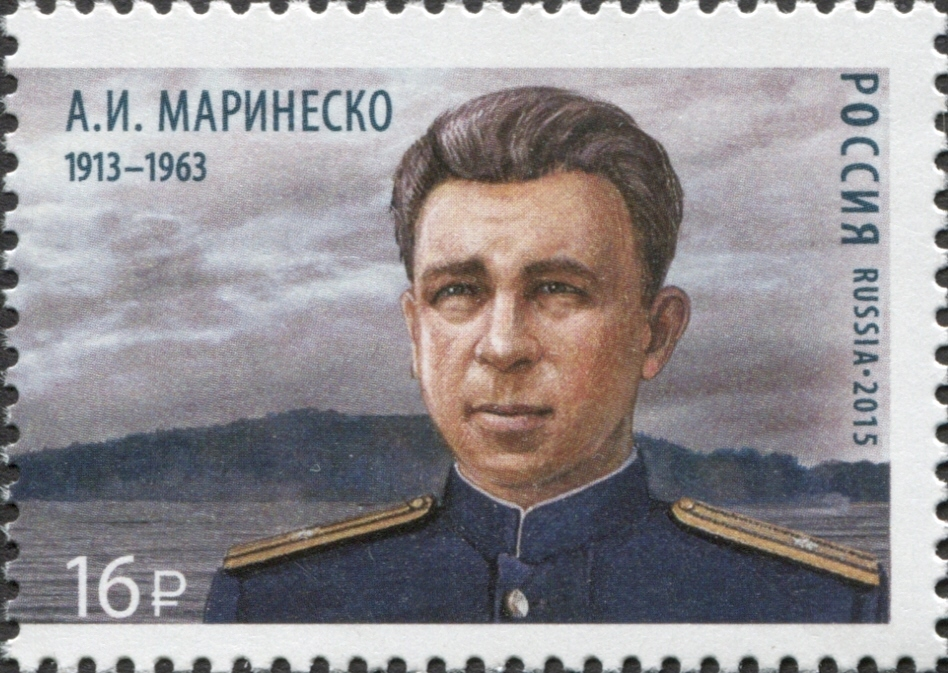
Alexandre Marinesko sur un timbre russe de 2015.

Fin 1943, il prend les commandes du sous-marin S-13 avec lequel il coule au canon l’unité allemande Siegfried, ce qui lui vaut l’ordre du Drapeau rouge. Le 30 janvier 1945, il torpille le transporteur allemand Wilhelm Gustloff et, le 10 février 1945, un autre transporteur, le Steuben, qui évacuaient vers Swinemünde des blessés et des réfugiés embarqués à Pillau et Gotenhafen dans le cadre de l’opération Hannibal. Outre ces trois navires, il coula un petit cargo.
Les quatre torpilles du 30 janvier 1945 étaient surnommées « Pour la mère-patrie », « Pour le peuple soviétique », « Pour Leningrad » et « Pour Staline ». La dernière fit long feu et dut être retirée du tube puis désamorcée en catastrophe, tandis que les trois premières touchèrent le Gustloff, qui coula en trois quarts d’heure, faisant entre 5 300 et 7 700 morts civils et militaires, l’une des plus grandes catastrophes maritimes de tous les temps.
Le Gustloff et le Steuben étant de grosses unités, Marinesko fut le commandant de sous-marin soviétique ayant le plus fort tonnage ennemi coulé à son actif, avec 42 000 tonnes.

## Vie privée et hommages
Avant la guerre, son adhésion au Parti communiste de l'Union soviétique fut refusée en raison de ses « mœurs douteuses » : c’était un séducteur qui, en outre, s’adonnait aux jeux de hasard avec ses hommes à bord des unités sur lesquelles il servait, et qui échappa à la dégradation seulement parce que nageurs de combat et sous-mariniers étaient rares, donc précieux dans la marine soviétique. Après-guerre, sa recommandation au titre de Héros de l'Union soviétique fut rejetée par le NKVD parce qu’il avait séduit sans ordre ni autorisation une ressortissante étrangère, ce qui était considéré comme un crime à l’époque : il n’échappa au Goulag qu’en raison de ses excellentes références.
Après la guerre, il apprit que, sur le Gustloff et le Steuben, il y avait plus de civils fuyant l’avance de l’Armée rouge en Prusse-Orientale que de militaires, et sombra dans l’alcoolisme.
Mort d’un cancer à l’âge de 50 ans, il est inhumé au cimetière Bogoslovskoïe de Léningrad (aujourd’hui Saint-Pétersbourg). Ce n’est qu’en 1990, à la veille du quarante-cinquième anniversaire de la victoire, que lui fut décerné à titre posthume le rang de « Héros de l'Union soviétique ».
En Russie, il est commémoré à Kronstadt (par une plaque commémorative sur le foyer maritime où il fut cantonné), à Saint-Pétersbourg (la rue où il vécut et le Musée des forces navales sous-marines portent son nom), à Kaliningrad (par une statue et par le nom d’une promenade sur la falaise) et dans la marine marchande russe, par un cargo de 1 776 t qui porte son nom.
- En Ukraine et Crimée, une rue d’Odessa, un quartier de Sébastopol et des écoles portent son nom.
- La Moldavie lui a consacré un timbre.
- Günter Grass l’imagine, dans son roman En crabe (Im Krebsgang).
- Alexandre Krohn s'inspire de l'histoire de sa vie pour écrire une nouvelle : Capitaine de la marine (1984).
- Trois films l’évoquent : Oubliez le retour de Vasile Brescanu sorti en 1985, Premier après Dieu de Ilya Avramenko sorti en 2005 et Die Gustloff de Joseph Vilsmaier sorti en 2008.